# Kiwity (województwo warmińsko-mazurskie)
Kiwity (niem. Kiwitten) – wieś warmińska w Polsce położona w województwie warmińsko-mazurskim, w powiecie lidzbarskim, w gminie Kiwity przy drodze wojewódzkiej nr 513. W Kiwitach ma siedzibę placówka Ochotniczej Straży Pożarnej.
W latach 1954–1972 wieś należała i była siedzibą władz gromady Kiwity. W latach 1975–1998 miejscowość administracyjnie należała do województwa olsztyńskiego.
Miejscowość jest siedzibą gminy Kiwity.

## Historia
Wieś powstała w 1308, w roku 1311 zniszczona została przez oddział Witenesa. Wieś ponownie lokował w 1319 biskup warmiński Eberhard z Nysy. Z przywileju tego biskupa od 1308 funkcjonował tu młyn i karczma. Młyn znany był w XVIII w. w całej okolicy.
Po 1945 pierwszym wójtem w Kiwitach był Otton Sarnowski – Warmiak ze Skajbot. Z rodziny tej bardziej znany jest Franciszek Sarnowski.

## Zabytki

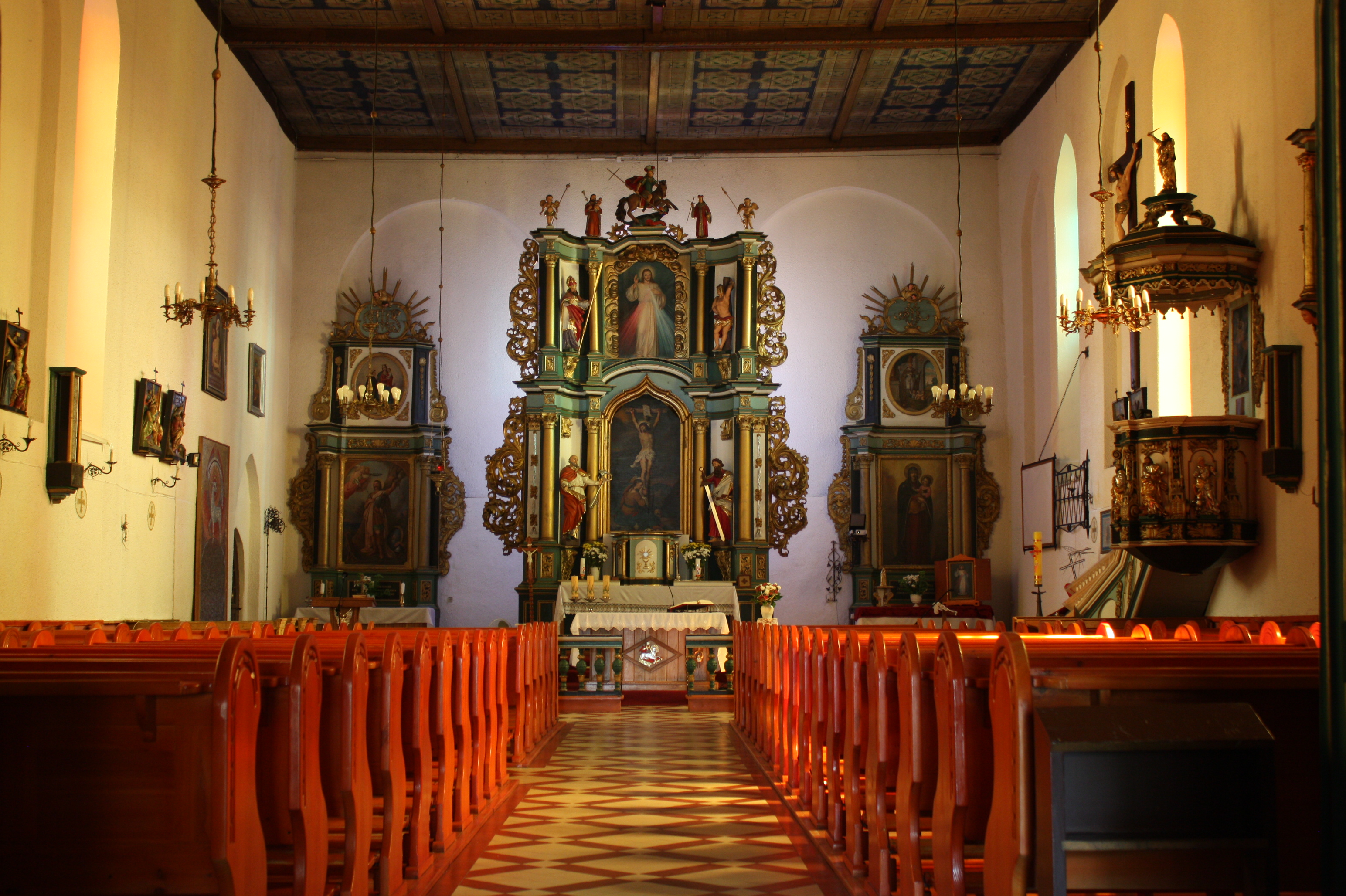
Kiwity, wnętrze kościoła Świętych Piotra i Pawła

We wsi znajduje się zabytkowy kościół parafialny pw. św. Apostołów Piotra i Pawła, budowla gotycka wybudowana w latach 1350-1370, wieża z końca XIV w rozbudowana w XV w, zdobi ją sześć rzędów blend o różnej wielkości i kształcie. Kościół gruntownie odnawiany był w 1862, ponownie konsekrowany w 1879. Ołtarz główny z 1762 z późnogotycką figurą Madonny z Dzieciątkiem z ok. 1500. Ambona późnobarokowa wykonana w warsztacie Jana Zachariasza Freya, z około 1790. W murze kościoła znajdował się do 1946 relief przedstawiający szkielet (tzw. Śmierć z Kiwit).
We wsi znajduje się kilka kapliczek.

## Demografia
Mieszkańcy: w roku 1818 – 278 osób, w 1939 – 434, w 1998 – 438.
Przystanek PKS, poczta, ośrodek zdrowia, restauracja, dom kultury, sklepy, jednostka Ochotniczej Straży Pożarnej, szkoła podstawowa oraz publiczne gimnazjum ze zrealizowanym projektem "Orlik 2012".
Na terenie gminy funkcjonuje stowarzyszenie o charakterze paramilitarnym będące w rzeczywistości zbiorem sympatyków sportów Air Soft Gun.